# Edith Picht-Axenfeld

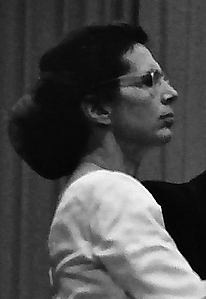
Edith Picht-Axenfeld (1962)

Edith Picht-Axenfeld (* 1. Januar 1914 in Freiburg im Breisgau; † 19. April 2001 in Hinterzarten) war eine deutsche Cembalistin, Pianistin, Organistin und Klavierdidaktikerin.

## Leben
Edith Picht-Axenfeld war die Tochter des Ophthalmologen und Freiburger Hochschullehrers Theodor Axenfeld. Sie studierte in Lugano, Basel und Berlin, unter Anderen bei Anna Hirzel-Langenhan, deren Methode sie vertrat, bei Rudolf Serkin und zeitweise auch bei Albert Schweitzer, der sie im Orgelspiel unterwies. 
Beim 3. Internationalen Chopinwettbewerb 1937 in Warschau, bei dem Alfred Hoehn in der Jury saß, belegte sie den 6. Platz. Durch die jüdische Herkunft ihrer Familie wurde sie in der Zeit des Nationalsozialismus teilweise mit einem Auftrittsverbot belegt.

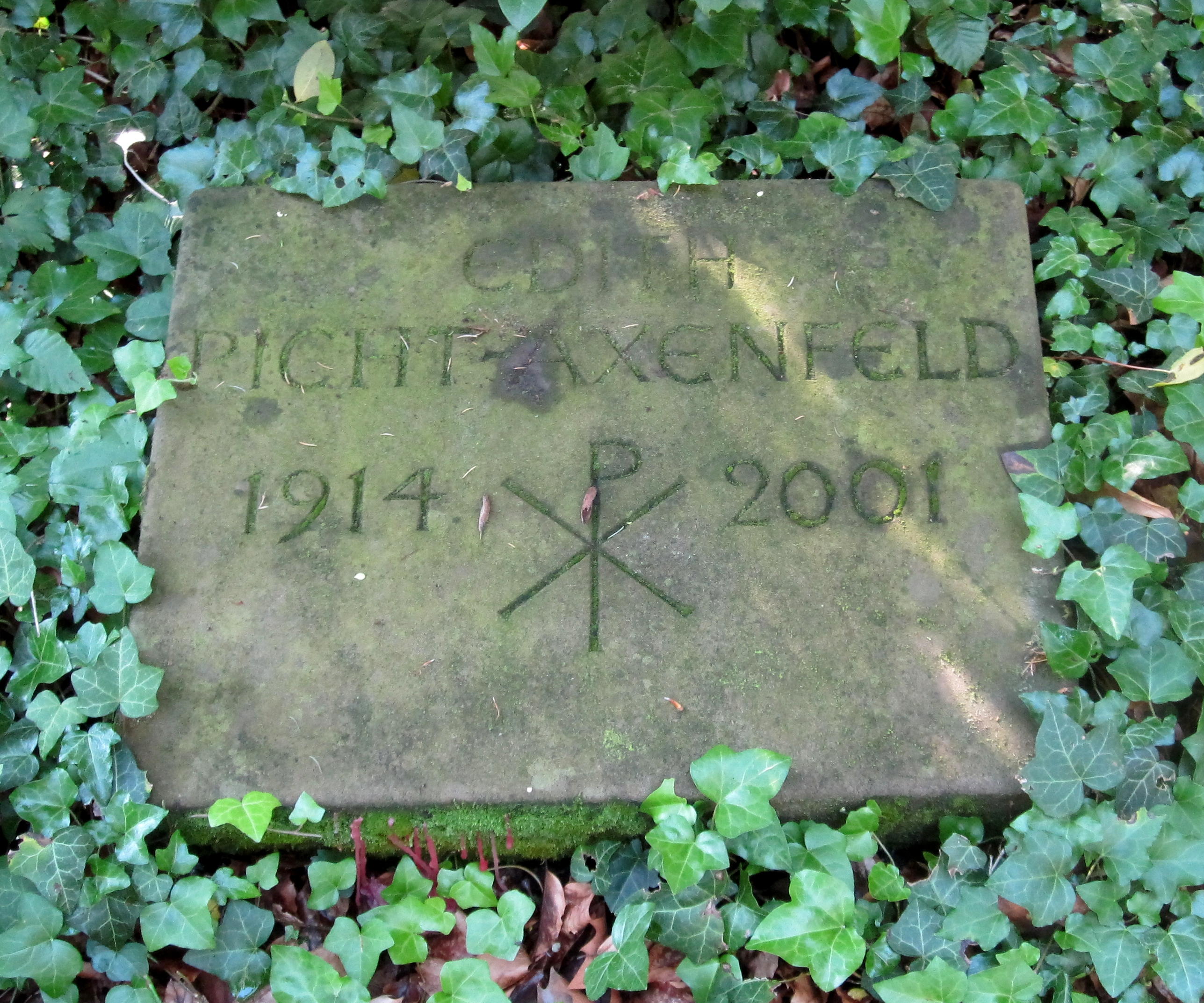
Grab Edith Picht-Axenfelds

Sie war mit dem Altphilologen und Religionsphilosophen Georg Picht verheiratet. Bis zu ihrem Tod lebte sie bei Freiburg im Breisgau in Hinterzarten auf dem Birklehof. Edith Picht-Axenfeld starb im April 2001 im Alter von 87 Jahren in Hinterzarten Ihr Grab befindet sich auf dem Freiburger Hauptfriedhof in Feld 57d in der Nähe der Mitscherlich-Kapelle.

## Werk
In ihrer solistischen Tätigkeit, in deren Mittelpunkt die Cembalomusik Johann Sebastian Bachs, seiner Söhne sowie die Klavierwerke der Wiener Klassik standen, widmete sie sich zeitgenössischen Werken (zum Beispiel zusammen mit ihrem Kollegen Carl Seemann an zwei Klavieren). Den Romantikern Frédéric Chopin und Robert Schumann galt ihre besondere Zuneigung. Sie setzte sich stets aber auch für zeitgenössische Musik ein, z. B. für Isang Yun und Heinz Holliger.
Als Professorin war sie als Klavierdidaktikerin an der Hochschule für Musik Freiburg tätig. An den Kongressen der deutschen Sektion der European Piano Teachers Association beteiligte sie sich mit Beiträgen zur Kunst des Klavierspiels. Dabei vertrat sie eine vergeistigte, meditative Art der Beschäftigung mit dem Klavier, bei der rein mechanisches Üben, auch bei Fingerübungen und Etüden, keinen Platz hatte. In dieser Konzeption des Übens als einer tätigen Meditation und der Einbeziehung des ganzen Körpers als Instrument der Musik, traf sie sich mit den Ideen ihres Kollegen Jürgen Uhde.

## Schüler (Auswahl)
Einer ihrer Schüler, der sich später dem Dirigieren und Komponieren zuwandte, war Hans Zender.
Weitere Schüler waren Hans-Ola Ericsson, Florian Fricke, Andreas Holschneider, Michael Leuschner, Christoph Schoener, Sophie-Mayuko Vetter und Hellmuth Vivell.

## Veröffentlichungen
Ihre Schallplatten erschienen u. a. bei Deutsche Grammophon (J. S. Bach, Bartók), der Musical Heritage Society (Goldberg-Variationen, 1968). Seit den 1970er Jahren nahm sie regelmäßig für die Camerata Tokyo auf, u. a. das komplette Klavierwerk von Johann Sebastian Bach, die Etüden opus 10 und opus 25 von Frédéric Chopin und die Sonate B-Dur D 960 von Franz Schubert. Unter dem Motto Last Piano Concert wurden 2001 die Klavierstücke  op. 117, 118 und 119 von Johannes Brahms (Mitschnitt Kusatsu, 30. August 1996) veröffentlicht.

## Ehrungen
- 1980: Verdienstkreuz am Bande des Verdienstordens der Bundesrepublik Deutschland